# 포이펫

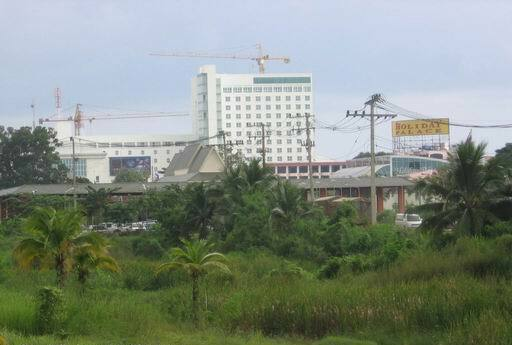
포이펫에 있는 카지노

포이펫(Poipet)은 캄보디아-태국 국경 지대에 위치한 캄보디아의 마을로, 행정 구역상으로는 반테아이메안체이 주에 속한다. 캄보디아와 태국 국경 지대를 오가는 중요한 곳이며 태국에서 불법으로 규정되어 있는 도박을 즐기기 위해 많은 관광객들이 이 곳으로 몰린다. 카지노와 호텔 가운데 일부는 태국과 캄보디아의 입국 검문소 중간 지대에 있기 때문에 태국 쪽을 방문한 관광객은 캄보디아에서 출입국 심사 없이 도박을 즐길 수 있다.

## 교통
캄보디아 철도의 종점이며 2006년 캄보디아 정부가 시소폰까지 철도를 연장하는 방안을 검토하기도 했다.